# Вілмінгтон (округ Вілл, Іллінойс)
Вілмінгтон (англ. Wilmington) — місто (англ. city) в США, в окрузі Вілл штату Іллінойс. Населення — 91 особа (2020).

## Географія
Вілмінгтон розташований за координатами 41°19′4″ пн. ш. 88°8′36″ зх. д. / 41.31778° пн. ш. 88.14333° зх. д. (41.317755, -88.143276).  За даними Бюро перепису населення США в 2010 році місто мало площу 26,02 км², з яких 24,34 км² — суходіл та 1,68 км² — водойми.

## Демографія
Згідно з переписом 2010 року, у місті мешкали 5724 особи в 2246 домогосподарствах у складі 1472 родин. Густота населення становила 220 осіб/км².  Було 2426 помешкань (93/км²).
Расовий склад населення:
| - 96,1 % — білих - 0,8 % — чорних або афроамериканців - 0,3 % — корінних американців - 0,3 % — азіатів - 1,0 % — осіб інших рас |

До двох чи більше рас належало 1,4 %. Частка іспаномовних становила 4,2 % від усіх жителів.
За віковим діапазоном населення розподілялося таким чином: 22,7 % — особи молодші 18 років, 62,8 % — особи у віці 18—64 років, 14,5 % — особи у віці 65 років та старші. Медіана віку мешканця становила 39,6 року. На 100 осіб жіночої статі у місті припадало 97,8 чоловіків;  на 100 жінок у віці від 18 років та старших — 94,3 чоловіків також старших 18 років.
Середній дохід на одне домашнє господарство  становив 66 983 долари США (медіана — 56 007), а середній дохід на одну сім'ю — 73 030 доларів (медіана — 61 907). Медіана доходів становила 54 583 долари для чоловіків та 30 304 долари для жінок. За межею бідності перебувало 14,6 % осіб, у тому числі 25,4 % дітей у віці до 18 років та 6,3 % осіб у віці 65 років та старших.
Цивільне працевлаштоване населення становило 2640 осіб. Основні галузі зайнятості: освіта, охорона здоров'я та соціальна допомога — 22,5 %, виробництво — 17,5 %, мистецтво, розваги та відпочинок — 11,1 %, роздрібна торгівля — 10,9 %.